# Condição de Kutta
A condição de Kutta é um princípio da Mecânica dos Fluidos, em especial da Aerodinâmica, aplicável a corpos como aerofólios. A condição leva o nome do matemático e aerodinamicista alemão Martin Wilhelm Kutta.
Segundo Kuethe e Schetzer, a condição de Kutta pode ser definida como: 

Um corpo com bordo de fuga em forma de cunha, que esteja se movendo através de um fluido, criará em torno de si uma circulação de força suficiente para manter o ponto de estagnação traseiro exatamente no bordo de fuga.
A condição de Kutta deve ser satisfeita quando se aplica do Teorema de Kutta-Joukowski para calcular a sustentação gerada por um aerofólio. O valor da circulação do escoamento em torno do aerofólio deve ser tal que torne a condição de Kutta verdadeira.

## A condição de Kutta aplicada a aerofólios
Quando um corpo simétrico e de formas suaves, tal como um cilindro com seção transversal oval, move-se com ângulo de ataque igual a zero por um fluido, nenhuma sustentação é gerada. Existem, nesse caso, dois pontos de estagnação no corpo, um na frente e outro atrás do cilindro. Se o cilindro de seção oval move-se com um ângulo de ataque não-nulo, ainda assim, existem dois pontos de estagnação no corpo. Um na parte de baixo da seção transversal, próximo à frente, e outro na parte de cima, próximo à traseira da seção. A circulação em torno do cilindro é zero, e nenhuma sustentação é gerada, apesar do ângulo de ataque diferente de zero. 
Se um aerofólio com bordo de fuga em cunha se move com ângulo de ataque positivo por um fluido, como o ar, os dois pontos de estagnação se localizam, inicialmente, no intradorso do aerofólio (próximo ao bordo de ataque) e no extradorso, próximo ao bordo de fuga, como no cilindro de seção transversal oval. À medida que o ar que passa pelo intradorso atinge o bordo de fuga, ele deve passar para o extradorso, de forma a encontrar o ponto de estagnação. Forma-se um vórtice no bordo de fuga, pois o raio do bordo em cunha é zero, aumentando significativamente a velocidade do fluxo do ar. 

## A condição de Kutta na aerodinâmica
As equações da conservação da massa e da conservação do momento aplicadas ao escoamento potencial sobre um corpo resultam em um número infinito de soluções válidas. Uma forma de escolher a solução correta é aplicar as equações de Navier-Stokes com efeito de viscosidade, porém, isto nem sempre resulta em solução de forma fechada. A condição de Kutta é um meio de se incorporar alguns efeitos viscosos, ao mesmo tempo em que outros são desprezados, como alguns efeitos de camada-limite.
A condição de Kutta pode ser expressa em várias formas. Uma delas é que não pode haver mudança infinita de velocidade no bordo de fuga. Apesar de um fluido não-viscoso (condição teórica que normalmente não existe na natureza) poder apresentar alterações abruptas de velocidade, na realidade a viscosidade diminui alterações muito grandes de velocidade. Se o bordo de fuga tem ângulo não-nulo, a velocidade do fluxo ali deve ser nula. Em bordos de fuga arqueados, porém, a velocidade do escoamento pode ser não-nula, mas deve ser idêntica no intradorso e no extradorso. Além disto, a pressão deve ser contínua no bordo de fuga.
A condição de Kutta não se aplica a escoamentos não-estacionários. Observações experimentais mostram que o ponto de estagnação (um dos pontos da superfície de um aerofólio nos quais a velocidade do escoamento é nula) pode variar entre o extradorso do aerofólio (assumindo ângulo de ataque positivo) e o bordo de fuga, indo para trás à medida que o escoamento é acelerado a partir da velocidade zero. Uma vez eliminados os efeitos transientes, o ponto de estagnação fixa-se no bordo de fuga, como determinado pela condição de Kutta.
Matematicamente, a condição de Kutta envolve a escolha de um entre os infinitos valores admissíveis para a circulação.